# 朝飛真実
朝飛 真実（あさひ まみ、2001年7月13日 - ）は、日本の柔道選手である。階級は63キロ級。身長166cm。血液型はO型。神奈川県横浜市出身。既婚。組み手は左組み。得意技は内股。2歳年上である姉の朝飛七海は2017年のインターハイ70kg級で優勝している。2歳年下の弟である太陽も2014年の全国小学生学年別柔道大会45kg級で2位となった。

## 経歴
父親の朝飛大が全国有数の強豪として知られる朝飛道場の指導者だったこともあり、柔道は2歳の時に始めた。小学校5年の時には全国少年柔道大会の団体戦で2位だったが、全国小学生学年別柔道大会の40kg超級で優勝した。6年の時には45kg超級で優勝して大会2連覇を果たした。さらに、マルちゃん杯団体戦でも優勝した。六角橋中学へ進むと、1年の時には全国中学校柔道大会70kg級の初戦で敗れた。2年の時は5位だったが、3年の時には優勝した。
桐蔭学園高校に進むと、1年の時にインターハイ団体戦で姉の七海とともに活躍して決勝まで進むと、帝京高校戦では先鋒戦で姉が勝利したものの、大将戦で30kg以上重い相手エースの高橋瑠璃に敗れた。そのため、姉と高橋による代表戦となるも、姉が技ありで高橋を破ったため優勝した。なお、男子の団体戦でも桐蔭学園が優勝しており、これでアベック優勝となった。全国高校選手権の個人戦無差別に出場すると、準決勝で高橋に技ありで敗れるも3位になった。
高校2年の時には全日本カデの決勝で夙川学院高校1年の桑形萌花を合技で破って優勝した。インターハイの個人戦は5位、団体戦では3位になった。全日本ジュニアでは決勝で新森涼に反則負けして2位だった。全国高校選手権では個人戦無差別の決勝で桑形を小外掛の技ありで破って優勝を飾った。3年の時には金鷲旗で3位となった。インターハイでは準決勝で桑形を破るなどして優勝した。全日本ジュニアでも準決勝で桑形を破るなどして優勝した。
世界ジュニアでは決勝でロシアのマディナ・タイマゾワを合技で破るなど、オール一本勝ちで優勝した。団体戦では準決勝のフランス戦でモルガネ・フェレオルに内股で敗れるも、決勝のロシア戦でダリ・リルアシビリを内股で破ってチームの優勝に貢献した。
2020年4月からは桐蔭横浜大学へ進学した。2年の時には体重別で3位に入った。
2023年5月5日にお笑いタレントはなわの長男・元輝と結婚。同年より東亜大学で講師を務める夫とともに山口県下関市に移住した。

## 戦績
2012年
- 全国少年柔道大会 団体戦 2位
- 全国小学生学年別柔道大会 優勝 40kg超級

2013年
- 全国小学生学年別柔道大会 優勝 45kg超級
- マルちゃん杯 団体戦 優勝

2016年
- 全国中学校柔道大会 優勝

2017年
- インターハイ 団体戦 優勝

2018年
- 全国高校選手権 個人戦無差別 3位、団体戦 5位
- 全日本カデ 優勝
- 金鷲旗 5位
- インターハイ 個人戦 5位、団体戦3位
- 全日本ジュニア 2位

2019年
- 全国高校選手権 個人戦無差別 優勝、団体戦 5位
- オーストリアジュニア国際 3位
- 金鷲旗 3位
- インターハイ 優勝
- 全日本ジュニア 優勝
- 世界ジュニア 優勝
- 世界ジュニア団体戦 優勝
- 講道館杯 7位
- エクサンプロバンスジュニア国際 優勝

2020年
- ベルギー国際 ジュニアの部 優勝、シニアの部 2位

2021年
- 体重別 3位

（出典、JudoInside.com）